# Mingijan Siemionow
Mingijan Arturowicz Siemionow, ros. Мингия́н Арту́рович Семёнов (ur. 11 czerwca 1990) – rosyjski zapaśnik startujący w kategorii do 55 kg w stylu klasycznym, brązowy medalista olimpijski.
Największym jego sukcesem jest brązowy medal igrzysk olimpijskich w Londynie w kategorii 55 kg.
Wicemistrz świata w 2014. Mistrz Europy w 2016. Pierwszy  w Pucharze Świata w 2017, a drugi w 2014 roku.
Mistrz Rosji w 2012, 2014 i 2018; drugi w 2017, a trzeci w 2013, 2015, 2016 i 2019 roku.